# غذای فضانوردان

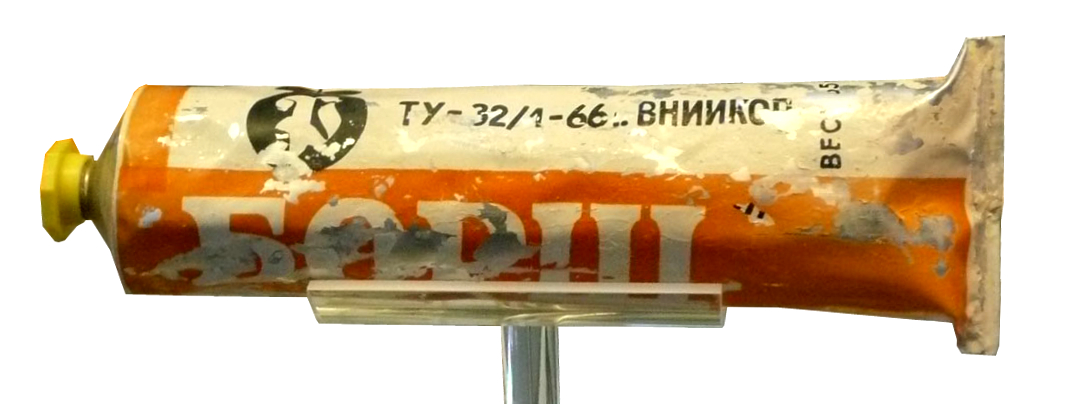
این تیوب محتوی سوپ بُرش، نمونه‌ای از غذاهای فضانوردان روسی در دهه ۱۹۷۱ میلادی است.

غذای فضانوردان، خوراک فضانوردان یا غذای فضایی مواد غذایی است که فضانوردان در طول مأموریت فضایی مصرف می‌کنند. این غذاها به دقت توسط متخصصان پزشکی فضایی انتخاب، و با روش‌های ویژه تهیه و بسته‌بندی می‌شوند. غذای فضانوردان باید روی‌هم‌رفته نیازهای انرژی و تغذیه‌ای فضانوردان را برآورده سازد تا آن‌ها نیرو و سلامت کافی برای انجام مأموریت خود را داشته باشند.
مواد غذایی در مأموریت‌های کوتاه‌مدت به همراه فضانوردان به فضا فرستاده می‌شود. در مأموریت‌های بلندمدت، مانند مأموریت فضانوردان در ایستگاه فضایی بین‌المللی، مواد غذایی به‌طور منظم به وسیلهٔ فضاپیماهای پشتیبانی از زمین برای آن‌ها فرستاده می‌شود.
در سال ۲۰۱۸ امارات مقدمات اعزام یک فضانورد از کشور خود را طی قراردادی با روسیه فراهم نمود و در نهایت المنصوری، برای این سفر فضایی انتخاب شد و به دلیل مسلمان بودن این فضانورد اماراتی، شرکتی روسی با نام آزمایشگاه مواد غذایی فضایی(Space Food Laboratory) برای نخستین بار تهیهٔ غذای حلال برای اقامت هشت روزهٔ المنصوری در ایستگاه فضایی بین‌المللی را بر عهده گرفته‌است.

## ترکیب غذایی فضانوردان

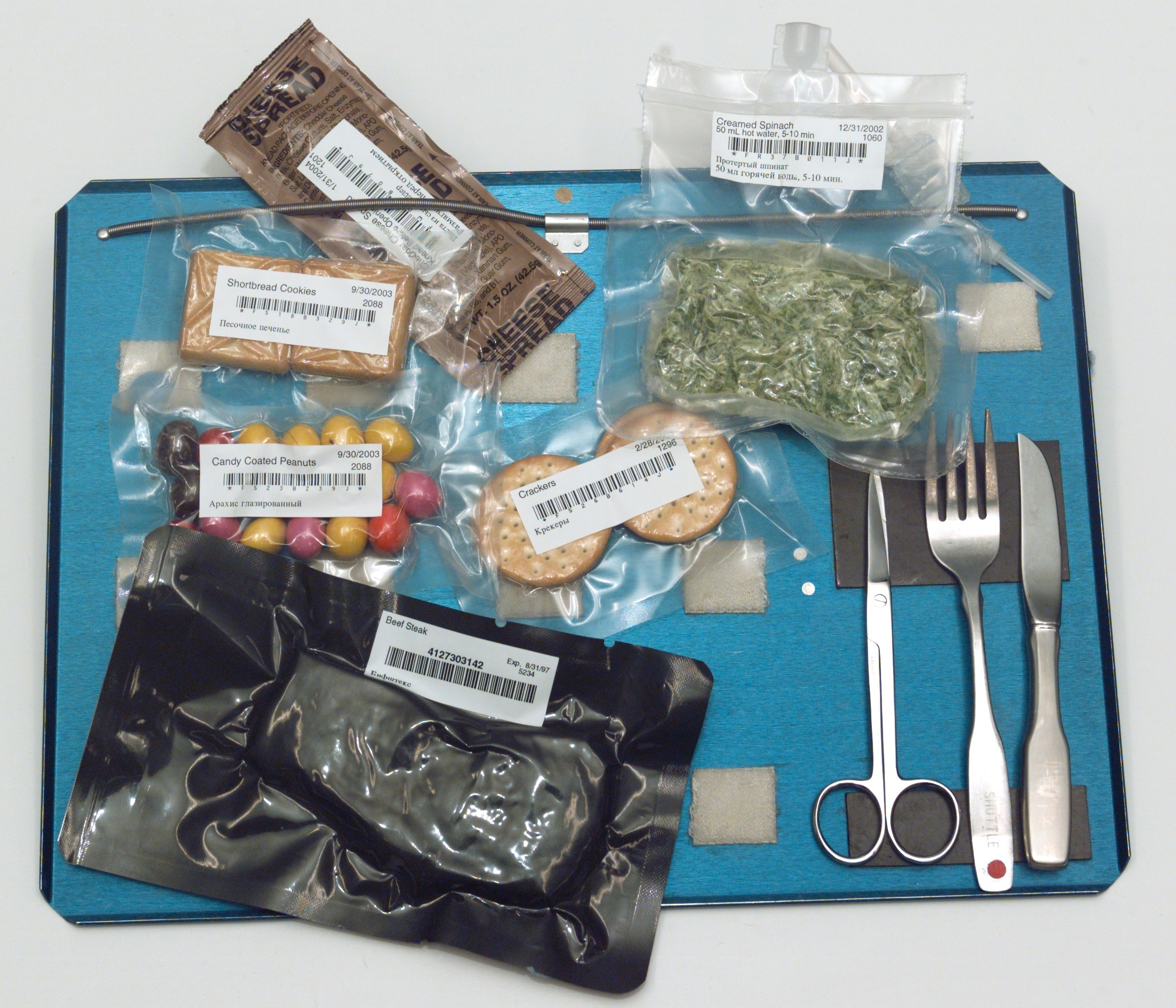
یک سینی غذا در ایستگاه فضایی بین‌المللی: قیچی، کارد و چنگال بوسیله آهن‌ربا، و بسته‌های غذایی نیز بوسیله چسب ولکرو در سینی ثابت می‌مانند.

ترکیب غذاهای فضایی در طول تاریخ پنجاه ساله فضانوردی بشر، به سرعت پیشرفت کرده‌اند و روز به روز به غذاهای معمولی که مردم سر میز شام صرف می‌کنند شبیه‌تر شده‌اند.
حمل هر کیلو محموله به فضا حدود ۲۰۰ میلیون هزینه دارد. از این رو، هر وعده غذایی که فضانوردان در ایستگاه بین‌المللی فضایی صرف می‌کنند با احتساب وزن غذا، آب و ظروف مورد استفاده هزینه بسیار بالایی دارد. فضانوردان پروژه‌های جمینای و آپولو از غذاهای خشک و یخ‌زده استفاده می‌کردند. کپسولهای فضایی آن‌ها برای تولید الکتریسیته از پیلهای سوختی بهره می‌بردند. آب به عنوان محصول جانبی پیلهای سوختی که با ترکیب اکسیژن و هیدروژن، الکتریسیته تولید می‌کنند، در آن ناوهای فضایی به وفور در دسترس بود؛ بنابراین فضانوردان می‌توانستند در زمان صرف غذا با مخلوط کردن آب گرم و غذای خشک شده، وعده غذاییِ نه چندان دلچسبی را تهیه نمایند. این غذاها چندان باب میل فضانوردان نبود و آن‌ها پس از چند روز از طعم و شکل این غذاها بیزار می‌شدند.
اما غذاهای فضایی امروزی شامل انواع متنوعی از غذاهای بسته‌بندی و استریلیزه شده آماده، میوه‌های خشک، آجیل و انواع شیرینیهایند. گاه‌گاهی هم میوه تازه به مدار زمین راه پیدا می‌کند، اما باید در مدت زمان کوتاهی خورده شوند، چون در صورت فاسد شدن، همه پولی که بابت فرستادن آن‌ها به فضا صرف شده به هدر می‌رود.

## غذاهایی که در فضا مصرف نمی‌شوند
برخی گونه غذاها در فضا استفاده نمی‌شوند:
- نوشابه‌های گازدار: گاز موجود در این نوشابه‌ها در شرایط درون فضاپیما، به صورت حباب درآمده و به‌طور تصادفی در محلول نوشابه پخش می‌شوند. با بازکردن درب نوشابه، این حبابها به همراه مایع نوشابه در فضای کوچک کابین فضاپیما پخش شده و ایجاد دردسر خواهند کرد.
- غذاهای پودری: غذاها یا چاشنی‌هایی که به شکل پودر هستند نیز به در منوی غذای فضانوردان وجود ندارد. پودر ریز می‌تواند به آسانی در فضا پخش شود و برای تجهیزات حساس داخل کابین ایجاد اشکال نماید. از این رو است که فضانوردان مجبورند نمک را به صورت محلول در آب و فلفل را به صورت حل شده در روغن با خود به سفر فضایی ببرند.
- غذاهای خردشدنی: غذاهایی که خرد شدنی هستند مانند چیپس یا کلوچه نیز دردسر سازند. بیسکوییت و کلوچه‌های فضایی را آنقدر کوچک می‌پزند که فضانورد بتواند یکباره آن را در دهان خود قرار دهد. فضانوردان معمولاً به جای نان از نوعی نان ذرت مکزیکی به نام «تورتیا» استفاده می‌کنند که به قدر کافی کوچک پخته شده‌است.
- برخی میوه‌جات: برخی از میوه‌جات مانند پرتقال و موز تازه نیز به فضا برده نمی‌شوند. این میوه‌ها به ویژه زمانی که مصرف می‌شوند، بوی خاصی از خود تولید می‌کنند. زمانی‌که فضانوردان در مدار زمین قرار می‌گیرند به علت بی‌وزنی دچار حالت تهوع هستند. بوی ناشی از پرتقال و موز تازه می‌تواند این حالت را تشدید کرده و شرایط جسمی آن‌ها را وخیم‌تر نماید.[۱]